# El secret dels germans Grimm
El secret dels germans Grimm (títol original: The Brothers Grimm) és una pel·lícula dirigida per Terry Gilliam el 2005 i protagonitzada per Matt Damon, Heath Ledger, Lena Headey, Peter Stormare, Jonathan Pryce i Monica Bellucci.
Ha estat doblada al català.
La vida del remot món rural alemany del segle xix, que vivia immersa en un món de mites i creences, va xocar de front amb l'esperit il·lustrat dels invasors napoleònics creant un conflicte que ha volgut reflectir Terry Gilliam (Brazil, 12 Monkeys) en El secret dels germans Grimm. Matt Damon i Heath Ledger donen vida a aquests dos germans que, sense saber-ho, hauran d'enfrontar-se cara a cara amb les seves pròpies fantasies.

## Argument
Aquesta és una història dels Germans Grimm (la pel·lícula inventa detalls que res tenen a veure amb la vida real dels autèntics germans Grimm). Els dos intenten guanyar-se la vida enganyant als pobres vilatans. Els expliquen històries de malediccions, esperits i fantasmes que els aguaiten, per posteriorment salvar-los mitjançant exorcismes i rituals varis a canvi d'una mica de diners. Junts van recórrer molts camins col·leccionant i difonent contes de fades, bèsties i bruixes diabòliques fins que, en una ocasió, acusats per les autoritats franceses per estafadores, són obligats a anar a un petit poble on han desaparegut diverses nenes, obligant als pares a vestir-les com a homes. Inicialment pensen que els responsables són altres engalipadors com ells, però el problema sorgeix quan descobreixen que pesa sobre el poble una maledicció real, relacionada amb un bosc encantat en el qual han desaparegut les nenes. Amb ajuda d'Angelica, descobreixen que una malvada bruixa és la que fa desaparèixer les nenes, fent-les dormir per ser jove i bella. En aquesta pel·lícula fan aparició al poble La Ventafocs, Caputxeta Vermella, Hansel i Gretel, Rapunzel, entre altres personatges que originalment apareixen en els contes d'aquests dos germans.

## Repartiment
- Matt Damon: Wilhelm Grimm
- Heath Ledger: Jacob Grimm
- Monica Bellucci: la reina davant del mirall
- Jonathan Pryce: el general Delatombe
- Lena Headey: Angelika Krauss
- Peter Stormare: Mercurio Cavaldi
- Mackenzie Crook: Hidlick
- Laura Greenwood: Sasha
- Roger Ashton-Griffiths: l'alcalde
- Tomas Hanak: el pare d'Angelika
- Richard Ridings: Bunst
- Barbara Lukesova: Sra. Grimm
- Petr Ratimec: Wilhelm, de nen
- Jeremy Robson: Jacob, de nen
- Bruce McEwan: Dax

## Rebuda
- Premis 2005: Festival de Venècia: Nominada al Lleó d'Or
- Crítica
  - "Un treball d'il·limitada inventiva, però és una inventiva sense pautes, perseguint-se a si mateixa per la pantalla sense trobar un argument. (...) Puntuació: ★★ (sobre 4)"[3]
  - "No és precisament un triomf. Però és una pel·lícula de Terry Gilliam, i això sempre val la pena. (...) Un embolic absurd que és més entretingut del que tindria dret a ser"[4]
  - "Gilliam fa dues coses bé: el fang i els arbres (...) Les roques, les pedres del seu món natural són de nou les coses més expressives en aquest món. Tenen una personalitat i un to d'amenaça que la seva història i els seus intèrprets mai acaben d'aconseguir"[5]